# Cylicomera dissona
Cylicomera dissona är en tvåvingeart som beskrevs av Lamas 1973. Cylicomera dissona ingår i släktet Cylicomera och familjen rovflugor. Inga underarter finns listade i Catalogue of Life.